# Дециус, Николаус
Никола́ус Де́циус, фон Хоф (нем. Nikolaus Decius, von Hofe; около 1485 года, Хоф (Заале) — после 1546 года) — немецкий кантор, композитор и поэт.
Происходил из респектабельной семьи. В 1501 поступил в Лейпцигский университет, где получил степень бакалавра искусств и права. В 1519 стал настоятелем бенедиктинского монастыря в Стетенбурге в Брауншвейг-Люнебурге. В 1522 году преподавал в школе при монастыре Св. Екатерины в Брауншвейг-Люнебурге. С 1524 года проповедник в Щецине. Предположительно, умер в 1546 г. в Щецине от отравления.
Автор старейших лютеранских гимнов «Aleyne God yn der Höge sy eere» (Gloria), «Hyllich ys Godt de vader» (Sanctus) и «O Lam Gades unschüldig» (Agnus Dei), написанных годом ранее первых гимнов Лютера. Гимн «O Lam Gades unschüldig» использован Бахом в начале Страстей по Матфею.
Поздние гимны Дециуса были опубликованы в сборнике Антона Корвинуса «Cristliche Kirchen-Ordnung»
и Спангенберга «Kirchengesenge Deudtsch».